# فولاوات
فولاوات (الاسم العلمي:Faboideae أو Papilionoideae) هي أسرة نباتية تتبع فصيلة البقولية من رتبة الفوليات. تضمّ عدّة قبائل يتبعها عدد كبير من الأجناس المهمة.

## من قبائلها
- الفولاوية
- النفلاوية
- الفاصولياوية
- الحمصاوية
- الناقصاوية
- المدراوية
- الصفيراوية
- اللوطساوية
- النيلاوية

## أجناس
- الصفيراء
- الفِضَّيَّة
- القتاد
- القنصور
- اللبلب
- اللوطس
- المدرة
- الناقصة
- النيلة